# Collégiale Saint-Pierre de Liège
Pour les articles homonymes, voir collégiale Saint-Pierre.
Cette collégiale Saint-Pierre est l'une des sept anciennes collégiales de la ville de Liège, en Belgique. Aujourd'hui disparue, sa démolition débute en 1811 pour se terminer en 1860 avec la destruction des fondations des anciens cloîtres.
Importante dans l'histoire monumentale du patrimoine religieux de Liège, elle survit aujourd'hui à travers les voies nommées d'après elle, la rue Saint-Pierre qui prolonge la rue Sainte-Croix, et les degrés Saint-Pierre.

## Historique

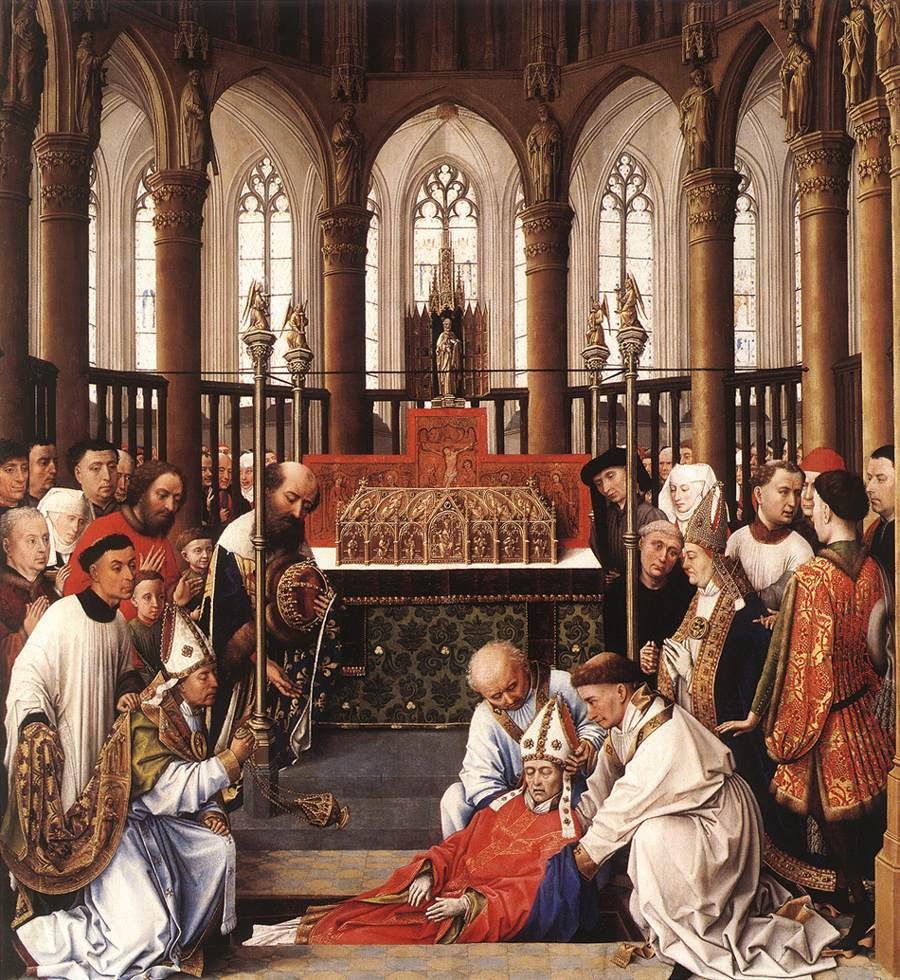
Exhumation de Saint-Hubert à la collégiale Saint-Pierre de Liège, Rogier Van der Weyden, circa 1437

### Première église
Sa construction aurait débuté vers 712 à l'emplacement d'un cimetière mérovingien redécouvert au XIXe siècle. Dédiée à saint Pierre et aux apôtres, elle est fondée dès 709 par Hubert de Liège, qui fut évêque de 706 à 727. Il appela 15 moines bénédictins de l'abbaye de Stavelot qu'il installa dans les bâtiments annexés à l'église. Il y fut inhumé le 30 mai 727 dans une chapelle médiane de la crypte, avant que ses reliques ne soient transférées, en 825 à Andage, qui deviendra la ville de Saint-Hubert. Il est possible que les reliques de Saint Hubert furent transférées par l'évêque de Liège Walcaud vers l'Ardenne par suite de la concurrence avec celles de Saint-Lambert.[réf. nécessaire]

### Seconde église
Brûlée en 914 par les Normands sous l'épiscopat de Floribert, l'église est rebâtie et consacrée le 29 mai 931 par l'évêque Richaire. Selon le chroniqueur Anselme , l'évêque Richaire agrandit l'église, lui céda de nombreux bien fonciers, et y fonda un chapitre de trente chanoines séculiers et y est enseveli le 23 juillet 945. Ce chapitre doit être antérieur à 950, la collégiale Saint-Pierre ayant toujours eu la priorité sur les autres. Otbert va procéder à une nouvelle dédicace le 1er octobre 1117. En 1185, elle est endommagée une première fois dans l'incendie qui consuma la cathédrale, mais est vite réparée, puisqu'un synode s'y tient en 1196. En 1263 eut peut-être lieu une reconstruction de la tour ; en tout cas des travaux sont attestés à cette époque. 
Selon Gilles d'Orval, l'église était desservie par les bénédictins. Vers 1250, il précise aussi qu'en 1056 la cathédrale de Liège possédait une relique de la Sainte Croix et que c'est Godefroid, le prévôt de la collégiale Saint-Pierre de Liège, qui est chargé de l'acheminement du précieux cadeau à Liège.

## Situation
Le bâtiment s'élevait à la place des nouveaux bâtiments de la justice, face au palais provincial que son abside dominait d'une dizaine de mètres.

## Destruction après la révolution liégeoise
Fermée le 25 novembre 1797, elle est démolie en 1811 mais les fondations des anciens cloîtres ne disparurent qu'en 1860.

## Description

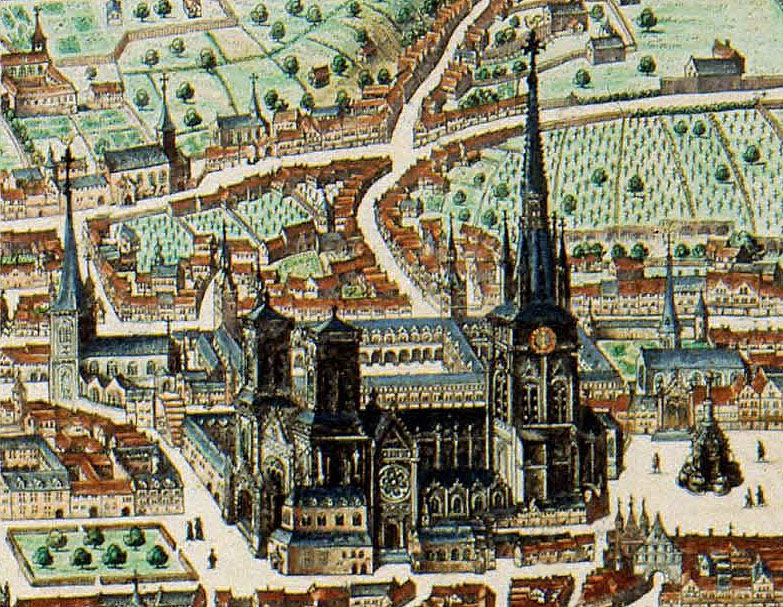
La cathédrale Notre-Dame-et-Saint-Lambert en 1649, à gauche la Collégiale Saint-Pierre devant le Palais des Princes-évêques, à droite Saint-André, devant la minuscule Notre-Dame-aux-Fonts

Basilique précédée à l'ouest d'une tour et à l'est d'un transept, d'un chœur flanqué de chapelles, d'une abside et d'une vaste crypte établie sous ces trois premières parties. On célébrait dans cette crypte la fête de Saint-Hubert.
La tour gothique était dépourvue de porte vers la rue Saint-Pierre.
Flèche d'ardoise, cantonnée de quatre tourelles ; allongée et modifiée dès 1263 (?) ; style gothique, très sobre ; longueur 68 mètres ; nef à cinq fenêtres ; abside polygonale ; chapelle de Bardoy (fondateur) ; chapelle d'Ans (fondateur) ; petite chapelle Saint-Pétronille ; cloître.[précision nécessaire]

### Épitaphes
- Martin Didden (†1662), chanoine de Saint-Pierre
- Gilles de Lexhy (†1362), chanoine de Saint-Pierre
- Beaudouin de Saint-Servais (†1315), chanoine de Saint-Pierre
- Jean de Lardier (†1334), chanoine de Saint-Pierre

### Chapelle et biens
- L'église de Norroy-le-Veneur
- La seigneurie de Saint-Pierre à Glons.

## Trésor de la collégiale Saint-Pierre
La clef de Saint-Hubert, en partie datée du xiiie au xve siècle, source de légende[Quoi ?],a intégré récemment le trésor de la cathédrale Saint Paul. Auparavant, elle se trouvait dans la collégiale Sainte-Croix de Liège actuellement en travaux.

### Œuvres transférées
- le gisant gothique posé sur le tombeau de saint Hubert conservé dans l'église de Hozémont
- deux colonnes de granit et deux chapiteaux romans sont retrouvés en 1846 et déposés au musée provincial[10]
- les deux bas-reliefs de Jean Del Cour de la vie de saint Pierre sont à la cathédrale Saint-Paul de Liège
- Un des linteaux probables de la collégiale Saint-Pierre à Liège (circa 1165) dit "tympan d'Apollon" est au Grand-Curtius[11].

## Représentation
- figure du manuscrit de Langius, Abbaye de Rochefort, XVIe siècle, copie à Warfusée
- gravure attribuée à Englebert Fisen (17 x 32 cm), Musée d'art Wallon, XVIIIe siècle
- gravure de Remacle Le Loup, 1680, publiée par Saumery en 1738
- Gilles Marischal, 1618, Université de Leyde